# Erich Bachträgl
Erich Bachträgl (* 17. November 1944 in Frohnleiten, Steiermark; † 20. November 2011 in Gasselsdorf, Steiermark) war ein österreichischer Jazzmusiker (Schlagzeug) und Komponist.

## Leben und Wirken
Nach dem klassischen Schlagzeug-Studium an der Grazer Musikakademie (bei Franz Nedorost) und einer Auszeichnung als bester Jazzsolist beim „Wiener Jazzfestival“ 1964 wirkte er als Musiker bei Harald Neuwirth, beim Erich Kleinschuster-Sextett (ORF / 1968–70) und ab 1971 in der ORF-Big Band sowie in den Trios von Fritz Pauer und Friedrich Gulda. Weiterhin spielte er in den Bands von Art Farmer, Benny Bailey und Max Greger. Anschließend spielte er mit der Piano Conclave von George Gruntz, in der NDR Bigband, sowie Heavyweight (mit Harry Pepl und Hans Salomon), Andy Haderers Jazz Ahead, Albert Mair, Heinz von Hermann, Sal Nistico, Lee Harper, Zipflo Reinhardt und Gerd Schuller. Von 1981 bis 1986 leitete Erich Bachträgl zusammen mit Uli Rennert die eigene Formation „Positive“ (mit Jeff Wohlgenannt und Scotty Gottwald, LP Gollum – Bellaphon Records).
Ab 1985 war Bachträgl außerordentlicher Professor an der Musikhochschule Graz; daneben wirkte er als Lehrer an den Konservatorien der Stadt Wien und in Klagenfurt und war (während der Zeit bei der NDR-Bigband) Gastdozent an der Musikhochschule Hamburg. Er verfasste das bereits in mehreren Auflagen vorliegende zweisprachige Lehrbuch Modern Rhythm & Reading Script und war der erste moderne Jazzschlagzeuger Österreichs mit akademischer Ausbildung.